# Steven Cay
Steven Cay (nazywana również Steven May oraz Meeren Cay) – mała skalista wyspa na Wyspach Dziewiczych Stanów Zjednoczonych. 
Ma 8,5 m wysokości i jest położona 0,8 km na zachód od zatoki Cruz na Saint John. 